# Планета Шин
«Планета Шин» (англ. Planet Sheen) — американський мультиплікаційний CGI-серіал, спін-офф серіалу «Пригоди Джиммі Нейтрона: хлопчика-генія». Мультсеріал створили Кіт Елкорн і Стів Одекерк, засновуючись на персонажах, створенних Джоном А. Девісом, Кітом Елкорном і Стівом Одекерком. Nickelodeon упорядкував 26 серій для першого сезону. Озвучували персонажів колишні актори. Анімація стала проводитися в Лондоні у Великій Британії на студіях Dandelion і Bardel.
Деякі серії було показано у Великій Британії та Росії раніше, ніж у США, через негативні рейтинги та довгі затримки[джерело?].

## Сюжет
Шин випадково відлітає в космос на ракеті Джиммі, не підкорившись попереджуючей записці. Він прилітає на Зенью, де випадково збиває ракетою дім дуже мстивого радника імператора планети — Дуркуса, через що ракета ламається. Відтоді Дуркус здійснює помсту над хлопчиком за допомогою різних способів, а Шин і не підозрює про це. Імператор перший познайомився з Шином. На Зенью все догори ногами та Шин збирається розвинути її до рівня Землі, а також при цьому знаходить нових друзів.

## Виробництво
Після успіху мультсеріалу «Пригоди Джиммі Нейтрона» його творці планували зробити мультсеріал «Red Acres», в якому фастфуд-працівник попав у космос та приземлився на планеті з гірськими прибульцями, але Nickelodeon відкинув цю ідею. Тоді творці зробили такий сюжет: Шин і Карл крадуть ракету Джиммі і потрапляють на дивну планету. Однак скоро продюсери вирішили прибрати Карла й зосередити увагу на Шині, але при цьому зробили аналог Карла — прибульця Доппі.

## Персонажі

### Головні персонажі
- Шин Ґуева Естевес — протагоніст. Потрапив на планету Зенью на ракеті Джиммі Нейтрона, коли того не було в своїй лабораторії. На Зенью всі його злякалися, але пізніше він став найвідомішою особистістю. Йому побудували будинок, який за формою нагадує його голову і всередині і зовні.
- Імператор — правитель Зенью. Повне ім'я трохи дивне, тому що складається з одних дурних звуків. Невисокого росту. За словами Шина, він ростом з цуценятко, з головою, як у кальмара.
- Несміт — говорячий шимпанзе. Потрапив на Зенью за сорок років до появи на ній Шина. Заговорив він тому, що на Зенью був занадто сильний атмосферний тиск, що прискорило розвиток клітин мозку. Він зенюанська версія Джиммі Нейтрона.
- Асефа — синя дівчина, в яку закохався Шин. Вона з народу Глеморіанів. Вміє співати йодль. Має домашнього чоктау Чок-Чока. Вона зенюанська версія Ліббі Вольфакс в цьому шоу.
- Допполомео «Доппі» Доппідопвеєр — кращий Зенюанський друг Шина. Дуже схожий на Карла Уїзера. Зовні він схожий на слимака, одягнений в червону водолазку, має чотири ока і кілька джгутиків на голові. У нього немає хребта, тому що Дуркус вирвав його. Він зенюанська версія Карла Уїзера.
- Принцеса Ум — донька імператора, яка закохалася в Шина. Має два лиця, через те, що в дитинстві чхнула. Любить лизати Шина. Її язик пов'язаний з її серцем. Може діставати свої внутрішні органи з тіла. Не жує їжу.
- Дуркус Аврелій — головний лиходій в мультфільмі. Колишній радник імператора. Одягнений в чорну мантію. Шин не розуміє, що Аврелій бажає йому зла. Також він вважає, що у Дуркуса смішне ім'я. Злиться на Шина тому, що Шин вкрав його посаду радника імператора і за те, що він зруйнував його будинок багато разів. Його дратує, що будинок Шина поставили поруч з ним. Має маленького друга Пінтера. Його псевдонім — Джуді.
- Пінтер — дурнуватий друг Дуркуса. Має лише одне велике око і постійно знаходиться в польоті.

### Другорядні персонажі
Чок-Чок — чоктау Асефи. На відміну від інших чоктау, вміє грати на гармошці і танцювати. Він був одним з небезпечних істот на Зенью.
Бобб — знищувач прибульців. Раніше служив Дуркусу, потім вважає Шина кращим другом після того, як той переміг його в бою у «Палаці Болі». У нього алергія на млинці на паличці. У нього мозок в 100 разів менше тіла.
Гріш — двоголова поморанчова людина. Колишній друг принцеси Ум. Переможений Шином в серії «Друзі-суперники» у «Палаці Болі». У серії «Язиковий маневр Ум» він прикинувся Шином, щоб того Ум не лизала.
Батьки Доппі — мама і тато Доппі. Вони схожі на сім'ю Уїзерів. Дбають про безпеку свого сина — триматися обережно з гострими, палаючими предметами. Їх улюблена статуетка — Великий момент безпеки. Папа носить сорочку. Мама носить сукню.

### Актори оригінального озвучування
- Джефф Ґарсіа — Шин Естевес
- Фред Татаскіор — Імператор
- Боб Джоулз — Несміт
- Роб Полсен — Доппі
- Солейл Мун Фрай — Асефа
- Джефф Беннетт — Дуркус
- Томас Леннон — Пінтер
- Кенді Майло — принцеса Ум
- Джим Каммінґс — Ультра Лорд

## Список серій
| Номер | Назва                                           | Автор(и) сценарію                                     | Дата показу(у США) |
| ----- | ----------------------------------------------- | ----------------------------------------------------- | ------------------ |
| 1     | «Пілот»                                         | Джим Хоуп і Стівен Бенкс                              | 2 жовтня 2010      |
| 2     | «І це називається мило?»                        | Джим Хоуп і Стівен Бенкс                              | 9 жовтня 2010      |
| 2     | «Новий сусід Дуркуса»                           | Джим Хоуп, Шон Презент і Аллен Джей Зіппер            | 9 жовтня 2010      |
| 3     | «Що трапилось, Чок?»                            | Джим Хоуп, Шон Презент і Аллен Джей Зіппер            | 16 жовтня 2010     |
| 3     | «Друзі-Суперники»                               | Джим Хоуп, Шон Презент і Аллен Джей Зіппер            | 16 жовтня 2010     |
| 4     | «День Шина»                                     | Джим Хоуп, Шон Презент, Аллен Джей Зіппер і Джефф Гуд | 28 вересня 2012    |
| 4     | «Справжній чоловік»                             | Джим Хоуп, Шон Презент і Аллен Джей Зіппер            | 28 вересня 2012    |
| 5     | «Народження Ультра-Шина»                        | Джим Хоуп, Шон Презент і Аллен Джей Зіппер            | 28 листопада 2010  |
| 5     | «Злочин та покарання»                           | Джим Хоуп, Шон Презент і Аллен Джей Зіппер            | 28 листопада 2010  |
| 6     | «З Ґронзами нарівні»                            | Джим Хоуп, Шон Презент і Аллен Джей Зіппер            | 13 листопада 2010  |
| 6     | «Торзіла»                                       | Джим Хоуп, Шон Презент і Аллен Джей Зіппер            | 23 жовтня 2010     |
| 7     | «День Благоотримання»                           | Джим Хоуп, Шон Презент і Аллен Джей Зіппер            | 13 листопада 2010  |
| 7     | «Трохи про страшне»                             | Джим Хоуп, Шон Презент і Аллен Джей Зіппер            | 23 жовтня 2010     |
| 8     | «Акт Перший, Шин Перший»                        | Джим Хоуп, Шон Презент і Аллен Джей Зіппер            | 28 листопада 2010  |
| 8     | «Грошовий костюм Шина»                          | Джим Хоуп, Шон Презент і Аллен Джей Зіппер            | 28 листопада 2010  |
| 9     | «Помий Шина»                                    | Джим Хоуп, Шон Презент і Аллен Джей Зіппер            | 18 травня 2012     |
| 9     | «Сто загадок, сто відгадок»                     | Джим Хоуп, Шон Презент і Аллен Джей Зіппер            | 18 травня 2012     |
| 10    | «Нянька для Чок-Чока»                           | Кіт Елкорн                                            | 12 лютого 2011     |
| 10    | «Язиковий маневр Ум»                            | Джим Хоуп, Шон Презент і Аллен Джей Зіппер            | 12 лютого 2011     |
| 11    | «Небезпека на першій базі»                      | Сінді Боведа Спекман                                  | 6 липня 2012       |
| 11    | «Бойовий ударний загін по боротьбі з монстрами» | Джим Хоуп, Шон Презент і Аллен Джей Зіппер            | 26 лютого 2011     |
| 12    | «Вбити пересмішника»                            | Джим Хоуп, Шон Презент і Аллен Джей Зіппер            | 17 серпня 2011     |
| 12    | «Фокус Шина»                                    | Джим Хоуп, Шон Презент і Аллен Джей Зіппер            | 17 серпня 2011     |
| 13    | «Квартирне питання»                             | Джим Хоуп, Шон Презент і Аллен Джей Зіппер            | 18 серпня 2011     |
| 13    | «Несвіданія»                                    | Джим Хоуп, Шон Презент і Аллен Джей Зіппер            | 18 серпня 2011     |
| 14    | «Шин повеліває»                                 | Джим Хоуп, Шон Презент і Аллен Джей Зіппер            | 7 вересня 2012     |
| 14    | «Йолоп і клятва Ґіппократа»                     | Джим Хоуп, Шон Презент і Аллен Джей Зіппер            | 7 вересня 2012     |
| 15    | «ЕкспресШинізм»                                 | Джим Хоуп, Шон Презент і Аллен Джей Зіппер            | 4 травня 2012      |
| 15    | «Треба сходити»                                 | Джим Хоуп, Шон Презент і Аллен Джей Зіппер            | 4 травня 2012      |
| 16    | «Добре змазана бойова Ма-Шина»                  | Джон Морі                                             | 8 червня 2012      |
| 16    | «Дуркус у ланцюгах»                             | Джим Хоуп, Шон Презент і Аллен Джей Зіппер            | 8 червня 2012      |
| 17    | «В погоні за шапкою»                            | Сінді Боведа Спекман                                  | 25 травня 2012     |
| 17    | «На одному язиці»                               | Джим Хоуп, Шон Презент і Аллен Джей Зіппер            | 25 травня 2012     |
| 18    | «Черевомовлення»                                | Джим Хоуп, Шон Презент і Аллен Джей Зіппер            | 5 жовтня 2012      |
| 18    | «Нерувне самопочуття»                           | Джим Хоуп, Шон Презент і Аллен Джей Зіппер            | 5 жовтня 2012      |
| 19    | «Останній танець — голений танець»              | Кіт Елкорн                                            | 26 жовтня 2012     |
| 19    | «Велика ягідна проблема»                        | Джим Хоуп, Шон Презент і Аллен Джей Зіппер            | 2 листопада 2012   |
| 20    | «Козел відпущення»                              | Джим Хоуп, Шон Презент і Аллен Джей Зіппер            | 14 вересня 2012    |
| 20    | «Вишукана кухня Шина»                           | Джим Хоуп, Шон Презент і Аллен Джей Зіппер            | 14 вересня 2012    |
| 21    | «Метаморфози Шина»                              | Джим Хоуп, Шон Презент і Аллен Джей Зіппер            | 26 жовтня 2012     |
| 21    | «Нездійсненна місія Шина»                       | Джим Хоуп, Шон Презент і Аллен Джей Зіппер            | 2 листопада 2012   |
| 22    | «Нічний кошмар Шина»                            | Джим Хоуп, Шон Презент і Аллен Джей Зіппер            | 16 листопада 2012  |
| 22    | «Прощавай, малюк Дракі»                         | Джим Хоуп, Шон Презент і Аллен Джей Зіппер            | 16 листопада 2012  |
| 23    | «Шин-гонщик»                                    | Джим Хоуп, Шон Презент і Аллен Джей Зіппер            | 11 травня 2012     |
| 23    | «Шин на карантині»                              | Джим Хоуп, Шон Презент і Аллен Джей Зіппер            | 11 травня 2012     |
| 24    | «Пошуки бананів»                                | Джим Хоуп, Шон Презент і Аллен Джей Зіппер            | 15 лютого 2013     |
| 25    | «Красуня у люті»                                | Джим Хоуп, Шон Презент і Аллен Джей Зіппер            | 21 вересня 2012    |
| 25    | «Злобливе дихання»                              | Філіпп Вон                                            | 21 вересня 2012    |
| 26    | «Промашечка вийшла»                             | Джим Хоуп, Шон Презент і Аллен Джей                   | 9 листопада 2012   |
| 26    | «Час завойовників»                              | Джим Хоуп, Шон Презент і Аллен Джей                   | 9 листопада 2012   |